# Kimmer Coppejans
Kimmer Coppejans (ur. 7 lutego 1994 w Ostendzie) – belgijski tenisista, zwycięzca juniorskiego French Open 2012 w rozgrywkach singlowych chłopców, lider rankingu ITF.

## Kariera tenisowa

### Kariera juniorska
W 2012 roku zwyciężył w rozgrywkach gry pojedynczej chłopców podczas wielkoszlemowego French Open. W finale pokonał Filipa Peliwo 6:1, 6:4.
W rankingu łączonym był klasyfikowany na pierwszym miejscu pod koniec lipca 2012 roku.

### Kariera zawodowa
Zawodowym tenisistą został w 2013. Od tego czasu wygrał sześć imprez o randze ATP Challenger Tour.
W rankingu gry pojedynczej najwyżej był na 97. miejscu (22 czerwca 2015), a w klasyfikacji gry podwójnej na 235. pozycji (22 marca 2021).

#### Zwycięstwa w turniejach ATP Challenger Tour w grze pojedynczej
| Końcowy wynik | Nr | Data             | Turniej | Nawierzchnia | Przeciwnik      | Wynik finału     |
| ------------- | -- | ---------------- | ------- | ------------ | --------------- | ---------------- |
| Zwycięzca     | 1. | 20 września 2014 | Meknes  | Ceglana      | Lucas Pouille   | 4:6, 6:2, 6:2    |
| Zwycięzca     | 2. | 15 marca 2015    | Kanton  | Twarda       | Roberto Marcora | 7:6(6), 5:7, 6:1 |
| Zwycięzca     | 3. | 19 kwietnia 2015 | Mersin  | Ceglana      | Marsel İlhan    | 6:2, 6:2         |
| Zwycięzca     | 4. | 24 lipca 2016    | Tampere | Ceglana      | Asłan Karacew   | 6:4, 3:6, 7:5    |
| Zwycięzca     | 5. | 8 września 2018  | Sewilla | Ceglana      | Alex Molčan     | 7:6(2), 6:1      |
| Zwycięzca     | 6. | 4 września 2022  | Tuluza  | Ceglana      | Maxime Janvier  | 6:7(8), 6:4, 6:3 |

#### Finały juniorskich turniejów wielkoszlemowych

##### Gra pojedyncza (1–0)
| Końcowy wynik | Nr | Data            | Turniej            | Nawierzchnia | Przeciwnik   | Wynik finału |
| ------------- | -- | --------------- | ------------------ | ------------ | ------------ | ------------ |
| Zwycięzca     | 1. | 10 czerwca 2012 | French Open, Paryż | Ceglana      | Filip Peliwo | 6:1, 6:4     |